# SunTrust Plaza
SunTrust Plaza (произносится Са́нтраст Пла́за) — офисный небоскрёб в Атланте, штат Джорджия, США. Имея высоту 265,5 метров, занимает вторую строчку в списке самых высоких зданий города, также вторую строчку в списке самых высоких зданий штата и 34-ю в списке самых высоких зданий страны (на 2015 год).

## Описание
SunTrust Plaza входит в нейборхуд Peachtree Center. Является штаб-квартирой Всемирного торгового центра Атланты (Atlanta's World Trade Center). В фойе небоскрёба находятся картины, скульптуры и мебель, к созданию которых приложил руку архитектор здания Джон Портмен.
Основные характеристики
- Строительство: с 1989 по 1992 год
- Высота: архитектурная — 265,5 м, с учётом антенны — 274,9 м
- Этажность: 60 этажей
- Площадь помещений: 111 484 м²[2] или 487 804 м²[3]
- Архитектор и застройщик: Джон Портмен[англ.]

## История
Джон Портмен задумал создание нового офисного здания на волне бума коммерческого строительства в городе в 1980-х годах. Он спроектировал квадратный в основании небоскрёб в стиле постмодернизма с крышей в виде короны. На создание такого здания его вдохновил другой небоскрёб города — One Atlantic Center (архитекторы Филип Джонсон и Джон Бёрджи, 1987, ныне 3-е по высоте в городе и штате). Строительство One Peachtree Center началось в 1989 году.
В 1992 году строительство небоскрёба было окончено, на тот момент он стал 21-м по высоте зданием в США и 28-м по высоте в мире (по состоянию на 2015 год 34-е в США, а по показателю «в мире» не входит даже в первые 150 зданий). К сожалению, к 1992 году рынок недвижимости города сильно просел, поэтому бо́льшая часть офисов нового небоскрёба пустовали, а сам Портмен едва избежал банкротства, утратив контроль над большинством принадлежащих ему зданий. В середине 1990-х годов Портмен продал половину небоскрёба банковской холдинговой компании SunTrust Banks, которая перенесла сюда свою штаб-квартиру и сменила название здания с One Peachtree Center на SunTrust Plaza.
C 1997 года на балконе небоскрёба выше 50-го этажа живут сапсаны, за жизнью которых в режиме реального времени можно наблюдать с помощью специально установленной там веб-камеры.
В середине марта 2008 года над городом прошла серия торнадо, в результате которых в небоскрёбе было выбито несколько стёкол: по сравнению с другими зданиями города это считается очень незначительными повреждениями.